# Stephan Thernstrom
Stephan Albert Thernstrom (* 5. November 1934 in Port Huron, Michigan; † 23. Januar 2025 in Arlington, Virginia) war ein US-amerikanischer Wissenschaftler, Historiker und Winthrop-Forschungsprofessor für Geschichte an der Harvard University. Er war Spezialist für ethnische und soziale Geschichte und Herausgeber der Harvard Encyclopedia of American Ethnic Groups. Er und seine Frau Abigail Thernstrom waren prominente Gegner der positiven Diskriminierung im Bildungswesen und stehen laut New York Times „an der Spitze der konservativen Bewegung gegen rassische Bevorzugung in Amerika“.

## Leben
Thernstrom wurde in einer Arbeiterfamilie in Port Huron geboren und wuchs dort auf. Sein Vater war der Sohn eines aus Schweden eingewanderten Arbeiters und arbeitete bei der Eisenbahn. Thernstrom wurde als Christian Scientist erzogen, war aber von diesem Glauben enttäuscht. Seine Familie zog später nach Battle Creek. Thernstrom erwarb seinen Bachelor-Abschluss an der Northwestern University und seinen Doktortitel an der Harvard University, wo er mit Oscar Handlin zusammenarbeitete.
Thernstom hatte Lehraufträge an der Harvard University, der Brandeis University und der University of California. 1973 kehrte er nach Harvard zurück und wurde zum ordentlichen Professor ernannt. Von 1978 bis 1979 war Thernstrom Pitt-Professor für amerikanische Geschichte und Institutionen an der University of Cambridge.
Er war der Autor mehrerer preisgekrönter Bücher, darunter Poverty and Progress: Social Mobility in the 19th Century und The Other Bostonians: Poverty and Progress in the American Metropolis, 1880–1970, das mit dem Bancroft-Preis in American History ausgezeichnet wurde. Von der New York Times Book Review wurde es als „das beste Stück quantitativer Geschichte, das bisher veröffentlicht wurde“ bezeichnet. Thernstrom war als Sachverständiger für die Verteidigung in mehr als zwei Dutzend Bundesverfahren tätig, in denen es um Klagen wegen Rassendiskriminierung in Schulen ging. Er war Mitverfasser eines Schriftsatzes in der Rechtssache Parents Involved in Community Schools v. Seattle, in der die Verfassungsmäßigkeit von Seattles Plan zum Rassenausgleich angefochten wurde.
Gemeinsam mit seiner Frau Abigail Thernstrom war er Autor von No Excuses: Closing the Racial Gap in Learning, das sowohl von der Los Angeles Times als auch vom American School Board Journal als eines der besten Bücher des Jahres 2003 bezeichnet wurde und 2007 den Fordham Prize for Distinguished Scholarship erhielt. Sie waren auch Mitautoren von America in Black and White: One Nation, Indivisible, einer umfassenden Geschichte der Rassenbeziehungen, die von der New York Times Book Review als eines der bemerkenswertesten Bücher des Jahres 1997 bezeichnet wurde. Ihre Schriften wurden mit dem Waldo G. Leland Prize, dem R.R. Hawkins Award und dem Fordham Foundation Prize ausgezeichnet. 1997 erhielten sie den Bradley Foundation Prize for Outstanding Intellectual Achievement und 2004 den Peter Shaw Memorial Award der National Association of Scholars, einer Organisation konservativer Wissenschaftler. In ihrer Arbeit griffen sie Programme zur Förderung von Minderheiten (Affirmative Action) an, so die New York Times: „Das Ehepaar ist ein gefragter Gast in konservativen Talkshows, in denen sie nachdrücklich argumentieren, dass rassistische Präferenzen falsch und spaltend sind und dass sie als Instrument zur Förderung von Minderheiten überbewertet werden. Sie sitzen in den Vorständen konservativer und libertärer Institute für öffentliche Politik.“
Thernstrom heiratete Abigail im Jahr 1959. Sie hatten zwei Kinder, die Schriftstellerin Melanie Thernstrom aus Palo Alto und Samuel Thernstrom.

## Schriften
- Stephan Thernstrom: Poverty and progress; social mobility in a nineteenth century city. Atheneum, New York City 1973, ISBN 0-689-70195-0 (amerikanisches Englisch, archive.org).
- Stephan Thernstrom: “Yankee City” Revisited: The Perils of Historical Naïveté. In: American Sociological Review. Band 30, Nr. 2, 1965, ISSN 0003-1224, S. 234–242, doi:10.2307/2091567, JSTOR:2091567 (amerikanisches Englisch).
- Stephan Thernstrom: The Case of Boston. In: Proceedings of the Massachusetts Historical Society. Band 79, 1967, ISSN 0076-4981, S. 109–122, JSTOR:25080638 (amerikanisches Englisch).
- Stephan Thernstrom: Notes on the Historical Study of Social Mobility. In: Comparative Studies in Society and History. Band 10, Nr. 2, 1968, ISSN 0010-4175, S. 162–172, JSTOR:177727 (amerikanisches Englisch).
- Yale Conference on the Nineteenth-Century Industrial City (1968 : New Haven), Stephan Thernstrom, Richard Sennett: Nineteenth-century cities; essays in the new urban history. Yale University Press, New Haven und London 1969, ISBN 0-300-01151-2 (amerikanisches Englisch, archive.org).
- Stephan Thernstrom: Poverty, planning, and politics in the new Boston: the origins of ABCD. Basic Books, New York City 1969 (amerikanisches Englisch, archive.org).
- Stephan Thernstrom: The other Bostonians; poverty and progress in the American metropolis, 1880–1970. Harvard University Press, Cambridge 1973, ISBN 0-674-64495-6 (amerikanisches Englisch, archive.org).
- Stephan Thernstrom: Harvard encyclopedia of American ethnic groups. Belknap Press, Cambridge 1980, ISBN 0-674-37512-2 (amerikanisches Englisch, archive.org).
- Stephan Thernstrom: A history of the American people. Hrsg.: Harcourt Brace Jovanovich. San Diego 1984, ISBN 0-15-536531-2 (amerikanisches Englisch, archive.org).
- Stephan Thernstrom, Abigail Thernstrom: Reflections on the Shape of the River. UCLA Law Review, Juni 1999, S. 1583–1632 (thernstrom.us [PDF]).
- Abigail M. Thernstrom, Stephan Thernstrom: Beyond the color line: new perspectives on race and ethnicity in America. Hoover Institution Press, Stanford University, Manhattan Institute, Stanford, New York City 2002, ISBN 0-8179-9872-1 (amerikanisches Englisch, archive.org).
- Abigail Thernstrom, Stephan Thernstrom: No Excuses: Closing the Racial Gap in Learning. In: Frederick M. Hess (Hrsg.): American Journal of Education. Band 111, Nr. 1, 1. November 2004, ISSN 0195-6744, S. 127–131, doi:10.1086/424723 (amerikanisches Englisch).
- Stephan Thernstrom, Abigail Thernstrom: America in Black and White: One Nation, Indivisible. Simon and Schuster, 2009, ISBN 978-1-4391-2909-8 (eingeschränkte Vorschau in der Google-Buchsuche).